# Nasir Al Hatam
Nasir Al Hatam (21 juli 1978 – 25 mei 2006 in Bagdad) was een Iraaks tennisser en deelnemer aan de Davis Cup. Hatam kwam in het nieuws doordat hij op 25 mei 2006 werd doodgeschoten in een buitenwijk van Bagdad omdat hij een korte broek droeg. De schutters vonden dat een korte broek een onacceptabel en aanstootgevend kledingstuk is en niet thuishoort in het straatbeeld van Bagdad.
Naast Al Hatam werden ook zijn coach Achmed Rachid en zijn collega-tennisser Wissam Adel Odah vanwege hun korte broeken vermoord.